# Rashid van Marokko
Moulay al-Rashid (Tafilalt, 1631 - Marrakesh, 9 april 1672) was de eerste sultan over geheel Marokko van de Arabische Alaoui-dynastie.
Hij was de zesde zoon van Moulay Ali Cherif. Hij bestreed zijn oudste broer Mohammed II, vorst van Tafilalet, die hij in de slag in de Angad-vlakte versloeg en doodde (1664). Vervolgens keerde hij zich tegen de laatste resten van het rijk der Saadi. Hij veroverde Fez in 1666 en riep zichzelf uit tot sultan. Marrakesh werd in 1669 onderworpen.
Rashid hield beurtelings hof in Fez en Marrakesh. Hij overleed in 1672 door een val van zijn paard. Hij werd opgevolgd door zijn jongere broer Ismail.

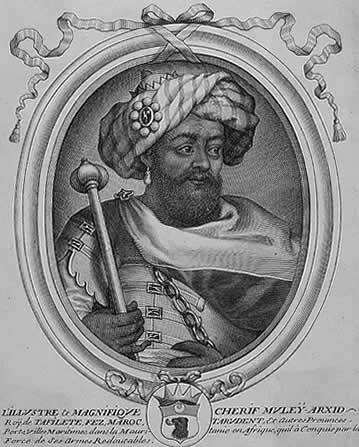